# Киевская муниципальная академия музыки имени Глиэра
Киевская муниципальная академия музыки имени Р. М. Глиэра (укр. Київська муніципальна академія музики імені Р. М. Глієра) — первое профессиональное музыкальное учебное заведение Украины, основанное в 1868 году.

## История
Открыт 21 января 1868 года при Киевском отделении Императорского русского музыкального общества с целью подготовки музыкантов-исполнителей для музыкальных коллективов и организаций города — Киевской оперы, оркестров и т. п. В этот день было освящено здание школы и начались занятия.
Первое название учебного заведения — музыкальная школа, с 1883 года — училище. В первый год деятельности было 11 учеников по пяти специальностям: фортепиано, скрипка, виолончель, пение и теория музыки, с обязательным изучением методики преподавания. Кроме того, в училище существовал хоровой класс, а с 1885 года — оперный класс. Со временем открываются  отделы духовых и народных инструментов, появляются классы ансамблевой игры, симфонический оркестр. К обучению допускались все желающие без ограничений пола, национальности и вероисповедания.
13 июня 1873 г. городская дума согласовала строительство здания (уже не школы, а музыкального училища) по проекту архитектора А. Я. Шилле, и 28 июня состоялась его закладка. 14 сентября 1874-го преобразованное музыкальное училище, теперь уже с общеобразовательными предметами, было открыто в новом здании в Музыкальном переулке — 2-этажном, с третьим мансардным этажом и башней по центру фасада. В следующем году директором стал виолончелист Людвиг Альбрехт, а с 1877 г. училище возглавлял свыше 35 лет В. В. Пухальский.
С 1885 года считается «училищем полного профиля».
В 1903 г. здесь занимались 411 учеников и учениц. Из них 20 учащихся состояли на стипендиях музыкального общества и по одному — на стипендии имени А. С. Пушкина и шести персональных стипендиях членов общества. К годовым экзаменам в апреле—мае 1903-го были допущены по классам пения-соло, скрипки, виолончели, контрабаса, флейты, гобоя, кларнета, фагота, валторны, трубы, тромбона и теории музыки всего 365 учащихся.
4 ноября 1910 г. газета «Киевлянин» сообщила о скором завершении перестройки здания музыкального училища — к нему по проекту В. Н. Николаева добавили 3-этажный корпус. В результате училище значительно расширилось и имело уже 25 классных помещений. Прилегающую площадь заново спланировали, замостили гранитными кубиками, в центре устроили сквер с бронзовым бюстом М. И. Глинки на пьедестале из лабрадорита, установленным за средства многолетнего председателя Киевского отделения музыкального общества А. Н. Виноградского.
С самого начала деятельность училища связана со многими именами выдающихся деятелей музыкальной культуры: Антоном и Николаем Рубинштейнами, Петром Чайковским, Сергеем Рахманиновым и другими, которые интересовалось творческими результатами, поддерживали достижения училища, давали концерты для студентов и преподавателей.
К работе в училище в разные годы привлекались талантливые музыканты: Р. Пфениг — композитор, хоровой дирижёр, первый директор училища (1868—1875), Н. Лысенко, Б. Каульфус, В. Пухальский, Ф. Блуменфельд, Г. Ходоровский, К. Михайлов (фортепиано), И. Водольский, Отакар Шевчик, М. Эрденко (скрипка), М. Поляничевский, Ф. Мулерт (виолончель), А. Химиченко (флейта), К. Эверарди (пение), Р. Глиэр (композиция), Г. Верёвка (хоровое дирижирование), М. Геллис и В. Кабачок (народные инструменты) и другие. 
В 1913 году музыкальное училище было преобразовано в консерваторию и вошло в её состав как младшее и среднее отделения.
С 1928 года выделяется из структуры консерватории как самостоятельное среднее профессиональное учебное заведение. 
В 1956 году училищу присвоено имя Р. М. Глиэра — выдающегося композитора, педагога, дирижёра, директора Киевской консерватории в 1914—1920 годах, выпускника училища по классу скрипки.
Среди воспитанников училища много выдающихся музыкантов: всемирно-известный пианист Владимир Горовиц, выдающийся пианист, композитор и педагог Леонид Николаев, выдающийся фортепианный педагог Анна Артоболевская, ученик и друг П. И. Чайковского скрипач Иосиф Котек, выдающийся украинский исполнитель и педагог, баянист Николай Ризоль, известный русский композитор Илья Сац, выдающиеся украинские композиторы Лев Ревуцкий, Филипп Козицкий, Георгий и Платон Майбороды, хоровой дирижёр Павел Муравский, всемирно известный учёный-музыковед и педагог Болеслав Яворский — учитель Н. Леонтовича и Г. Верёвки, выдающиеся певцы Мария Литвиненко-Вольгемут, Дмитрий Гнатюк, Диана Петриненко, оперный режиссёр Владимир Манзий  и много других, чей вклад в музыкальное искусство давно уже признан историей.
В 2008 году на базе Киевского государственного музыкального училища им. Р. М. Глиэра был создан институт. 2018 переименован в муниципальную академию музыки имени Р. М. Глиера
Среди выпускников последних десятилетий — народный артист Украины, лауреат Национальной премии им. Т. Шевченко Валерий Буймистер, солистка Венской оперы Виктория Лукьянец, заслуженный деятель искусств Украины, главный дирижёр симфонического оркестра Национальной филармонии Николай Дядюра, народная артистка Украины Ирина Билык, народная артистка Украины Таисия Повалий, народная артистка Украины Тина Кароль, представитель Украины на Евровидении 2018 MÉLOVIN и много других.